# Zapel
Zapel ist eine Gemeinde im Landkreis Ludwigslust-Parchim in Mecklenburg-Vorpommern (Deutschland). Sie wird vom Amt Crivitz verwaltet und grenzt direkt an die Stadt Crivitz.

## Geografie und Verkehr
Die Gemeinde befindet sich etwa drei Kilometer südöstlich von Crivitz und zirka 20 Kilometer nordwestlich von Parchim. Sie liegt an der Bundesstraße 321. Die Bundesautobahn 14 (ca. 14 Kilometer) ist über die Anschlussstelle Schwerin-Ost erreichbar. Durch das Gemeindegebiet verläuft die Bahnstrecke Schwerin–Parchim. Die nächsten Bahnhöfe befinden sich in Crivitz und Ruthenbeck. Im Süden des Gemeindegebietes liegt das Waldgebiet Settiner Tannen und hier entspringt auch der Gramnitzbach.  Im Nordosten des Gemeindegebietes befindet sich der höchste Punkt im Gemeindegebiet mit 67,8 m ü. NHN.
Ortsteile der Gemeinde sind Zapel und das am 1. Januar 1951 eingegliederte Zapel Hof.

## Geschichte
Der Name ist slawischen Ursprungs und bedeutet so viel wie „Ort der Reiher“ oder „Reiherort“. Ob die Siedlung auf dem alten slawischen Wohnplatz errichtet wurde, ist nicht erwiesen. Die immer wieder erscheinende Darstellung, die Kirche liege auf einem Burgwall, ist durch Erdbohrungen widerlegt. Die Kirche steht auf einem Hügel, dem höchsten Punkt im Dorfzentrum.
Am 1. Januar 1951 wurde die bisher eigenständige Gemeinde Zapel, Hof (auch Hof Zapel) in die Gemeinde Zapel, Dorf (auch Dorf Zapel) eingegliedert.
Die Gemeinde verlor im Jahr 2004 rund ein Viertel ihrer Bevölkerung.

## Politik

### Wappen
| Wappen von Zapel | Blasonierung: „In Grün ein golden bewehrter silberner Fischreiher mit angehobenem linken goldenen Ständer; begleitet: in der rechten Oberecke von zwei fallenden gegengewendeten goldenen Eicheln an einem schräg gestellten goldenen Stiel, in der linken Oberecke von zwei fallenden gegengewendeten goldenen Eicheln an einem schräglinks gestellten goldenen Stiel.“ |
| Wappen von Zapel | Wappenbegründung: In dem Wappen soll mit dem Fischreiher als redendes Zeichen der bildliche Bezug zu dem aus dem Slawischen stammenden Ortsnamen (czapla = Reiher) hergestellt werden. Die Eicheln stehen nach dem Gestaltungsgrundsatz des pars pro toto für ein herausragendes Naturdenkmal in der Gemeinde, eine mehrhundertjährige Solitäreiche. Die Bedeutung dieser Eiche für das Ortsbild wurde bereits 1859 erkannt, als der ansässige Pastor Theodor Joachim Wilhelm Mecklenburg in Versform den Großherzog darum bat, durch seinen fürstlichen Einspruch ihre beabsichtigte Fällung zu verhindern. Das Wappen und die Flagge wurde von dem Hamburger Karl-Friedrich Röhl gestaltet. Es wurde zusammen mit der Flagge am 26. April 2006 durch das Ministerium des Innern genehmigt und unter der Nr. 301 der Wappenrolle des Landes Mecklenburg-Vorpommern registriert. |

### Flagge

Flagge der Gemeinde Zapel

Die Flagge ist quer zur Längsachse des Flaggentuchs von Grün, Weiß und Grün gestreift. Die grünen Streifen nehmen je ein Viertel, der weiße Streifen nimmt die Hälfte der Länge des Flaggentuchs ein. In der Mitte des weißen Streifens liegt das Gemeindewappen, das zwei Drittel der Höhe des Flaggentuchs einnimmt. Die Höhe des Flaggentuchs verhält sich zur Länge wie 3:5.

### Dienstsiegel
Das Dienstsiegel zeigt das Gemeindewappen mit der Umschrift „GEMEINDE ZAPEL“.

## Sehenswürdigkeiten

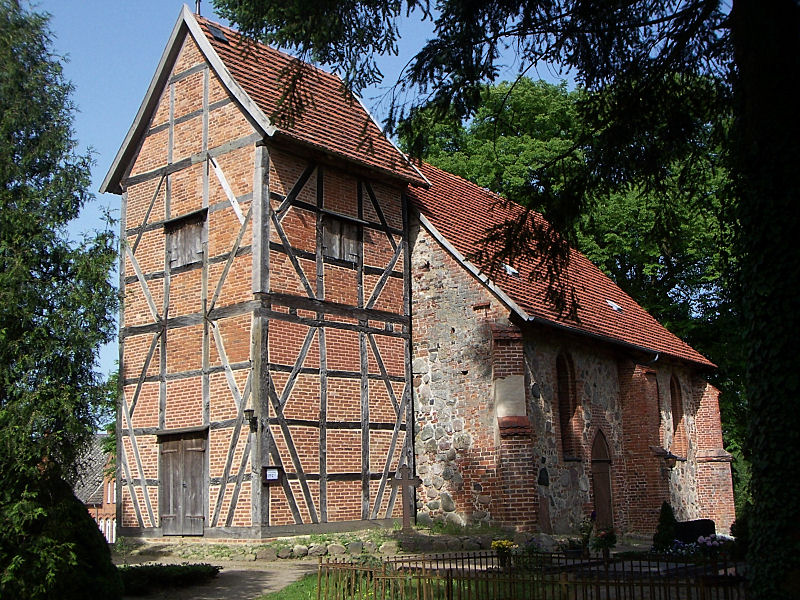
Dorfkirche in Zapel

→ Siehe auch Liste der Baudenkmale in Zapel
- Spätgotische Feldsteinkirche vom Anfang des 15. Jahrhunderts, Fachwerkturm von 1749
- Gedenkstein von 1960 vor einer Scheune an der B 321, in der 25 KZ-Häftlinge des Todesmarsches vom April 1945 von SS-Männern ermordet wurden.
- Gedenktafel von 1976 an der B 321 in der Nähe des Grundstücks Parchimer Straße 2 an den Todesmarsch
- Gedenkstein von 1950 neben dem Chausseehaus an 18 (tatsächlich waren es 25) ermordete KZ-Häftlinge
- Stele von 1996 an der B 321 zwischen Zapel und Neu Ruthenbeck vom Bildhauer Wieland Schmiedel zur Erinnerung an den Todesmarsch

## Söhne und Töchter der Gemeinde
- Herbert Säverin (1906–1987), Oberbürgermeister von Wismar 1945–1950
- Christian Bunners (1934–2024), evangelischer Theologe und Musikwissenschaftler.